# Psammorygma
Psammorygma is een geslacht van spinnen uit de familie mierenjagers (Zodariidae).

## Soorten
Het geslacht kent de volgende soorten:
- Psammorygma aculeatum (Karsch, 1878)
- Psammorygma caligatum Jocqué, 1991
- Psammorygma rutilans (Simon, 1887)